# PMDTA
 (novembre 2022).
La pentaméthyldiéthylènetriamine, ou PMDTA, est un composé organique de formule chimique [(CH3)2NCH2CH2]2NCH3. Il s'agit d'un ligand tridenté basique, volumineux et flexible, utilisé en chimie des organolithiens. Il se présent sous la forme d'un liquide incolore, qui tire sur le jaune en présence d'impuretés.

## Synthèse et propriétés
La PMDTA est préparée à partir de diéthylènetriamine HN(CH2CH2NH2)2 par la réaction d'Eschweiler-Clarke, qui fait intervenir du formaldéhyde HCHO et de l'acide formique HCOOH :
HN(CH2CH2NH2)2 + 5 HCHO + 5 HCOOH ⟶ [(CH3)2NCH2CH2]2NCH3 + 5 CO2 + 5 H2O.
Contrairement à la diéthylènetriamine, les trois amines du PMDTA sont tertiaires. Ces deux ligands forment des cycles de chélation à cinq atomes. Les groupes amino du PMDTA ont des propriétés donneuses σ moins marquées que ceux de la diéthylènetriamine dans les complexes de cuivre(II). Ces deux ligands peuvent former des complexes de coordination métalliques dans des arrangements où les trois centres azotés sont coplanaires ou cis deux à deux.

## Chimie des organolithiens
Le PMDTA est utilisé pour modifier la réactivité des organolithiens, qui se désagrègent en présence de bases de Lewis en augmentant leur réactivité. La tétraméthyléthylènediamine (TMEDA), diamine tertiaire, est couramment utilisée dans ces applications ; elle se lie au lithium en tant que ligand bidenté. La PMDTA se comporte de manière analogue, mais comme elle est tridentée, il se lie plus fortement au lithium. Contrairement à la TMEDA, la PMDTA forme des complexes monomères avec des organolithiens. Les deux amines affectent la régiochimie de la métallation,. Dans les adduits PMDTA/n-BuLi, les liaisons Li–C sont fortement polarisées, augmentant ainsi la basicité du groupe butyle.
L'effet de la PMDTA sur l'anilide de lithium en illustre le pouvoir complexant. Le complexe [{PhN(H)Li}3·2PMDTA] est trinucléaire et présente des centres Li+ approximativement colinéaires qui sont tri-, tétra- et pentacoordonnés. L'atome de lithium central tricoordonné n'est pas lié à la PMDTA. L'un des centres Li terminaux a une géométrie pseudo-tétraédrique dans une sphère de coordination N4. L'autre atome de lithium terminal est pentacoordonné et se lie à deux centres N anilino et à la PMDTA.

## Complexe d'aluminium
La PMDTA forme souvent des complexes pentacoordonnés en raison de l'encombrement stérique des groupes méthyle. La PMDTA stabilise les cations inhabituels. Le premier dérivé cationique de l'hydrure d'aluminium [H2Al(PMDTA)]+[AlH4]− a été préparé en traitant H3AlNMe3 avec de la PMDTA.